# Hearts in Exile (film, 1929)
Pour les articles homonymes, voir Hearts in Exile.
Pour plus de détails, voir Fiche technique et Distribution.
Hearts in Exile est un film américain en noir et blanc réalisé par Michael Curtiz, sorti en 1929.
Il s'agit du remake du film muet du même nom de 1915, réalisé par James Young.

## Synopsis
Vera, la fille d'un pêcheur russe rejetée par Paul, son véritable amour, épouse un baron. Les deux hommes se rencontrent plus tard en exil en Sibérie. Quand Paul revient chez lui, il retourne chez son ancienne amante et prend la place du mari. Lorsque le baron apprend cela, il se suicide.

## Fiche technique
- Titre original : Hearts in Exile
- Titre français : Cœurs en exil
- Réalisation : Michael Curtiz
- Scénario : Harvey Gates, De Leon Anthony, d'après la pièce de John Oxenham
- Chef-opérateur : William Rees
- Montage : Thomas Pratt
- Musique : Cecil Copping (en)
- Société de production et de distribution : Warner Bros.
- Pays de production : États-Unis
- Langue : anglais
- Format : noir et blanc – 35 mm – 1.33:1 – son mono
- Genre : Drame romantique
- Durée : 82 min
- Dates de sortie : 
  - États-Unis : 14 septembre 1929[1]
  - France : 23 octobre 1931[2]

## Distribution
- Dolores Costello : Vera Zuanova
- Grant Withers : Paul Pavloff
- James Kirkwood, Sr. : le baron Serge Palma
- George Fawcett : Dmitri Ivanov
- David Torrence : le gouverneur
- Olive Tell : Anna Reskova
- Lee Moran : le professeur Rooster
- Tom Dugan : l'ordonnance
- Rose Dione : Marya
- William Irving : Rat Catcher
- Carrie Daumery : la baronne Veimar